# One Little Indian - Greatest Hits Volume Two
One Little Indian – Greatest Hits Volume Two es la segunda compilación de los grandes éxitos de la discográfica One Little Indian y fue lanzado en 1990.

Este álbum está integrado por 14 canciones y la banda más importante que forma parte del mismo fue The Sugarcubes, que estaba liderada por la cantante islandesa Björk.

## Lista de canciones
1. «I wonder why» – The Heart Throbs
2. «Planet» – The Sugarcubes
3. «Perfect dream home» – The Popinjays
4. «3rd time we opened the capsule» – Kitchens of Distinction
5. «Progen» – The Shamen
6. «Monster in the house» – Finitribe
7. «Change, What?} – Noise
8. «Limbs» – Anna Palm
9. «Kashmir» – The Ordinaires
10. «Don't let's start» – They Might Be Giants
11. «Amsterdam» – Mute Drivers
12. «Point black» – Sleeping Dogs Wake
13. «Horns off» – Pinkie Maclure
14. «Voulez vous» – Ham